# Codename: Gordon
Codename: Gordon (também conhecido como Half-Life 2D) é um jogo eletrônico 2D de side-scrolling feito por Paul "X-Tender" Kamma e Sönke "Warbeast" Seidel. O jogo foi produzido em nome da Nuclearvision Entertainment, e foi distribuído gratuitamente através do sistema de distribuição online Steam da Valve Software como um título promocional para o, na época, futuro Half-Life 2. O jogo já foi removido da Loja Steam devido a fatores relacionados à falência do desenvolvedor.
O jogo começou como um projeto de fã de Paul Kamma e Sönke Seidel, sendo o conceito inspirado por vários anúncios de Half-Life 2. Logo depois, os dois começaram a trabalhar em Codename: Gordon em nome da Nuclearvision Entertainment. A empresa também apresentou o jogo para Valve, a equipe de desenvolvedores da série Half-Life original, que, mais tarde, distribuiu o jogo através do Steam.
Codename: Gordon foi em geral bem recebido por críticos e pelo público, tendo o jogo atraído mais de 600.000 jogadores nas três primeiras semanas após o seu lançamento. Críticos apreciaram o jogo pela sua jogabilidade e estilo de diálogo únicos, mas também criticado por sua otimização indevida, e a falta variedade de adversários.

## Enredo
Codename: Gordon apresenta uma alternativa para a história de Half-Life 2, com locais inspirados tanto por Half-Life e Half-Life 2. Ao longo do caminho, Gordon Freeman — o protagonista dos jogos canônicos — reúne-se com alguns dos personagens principais da série Half-Life e tenta descobrir o que causou o desaparecimento da terceira dimensão.
O jogo começa com Gordon Freeman em uma área de doca. Depois de fazer o seu caminho através de alguns zumbis e headcrabs, Gordon encontra-se com Barney Calhoun, um personagem proeminente nos últimos jogos Half-Life. Ele diz a Gordon que "uma dimensão inteira" está faltando e observou, também, que a equipe de cientistas está trabalhando na solução do problema. Por estar ferido, Barney não consegue sair do lugar, então ele dá Gordon sua pistola, dizendo-lhe para sair sem ele.

## Jogabilidade
Assim como em Half-Life 2, o jogador assume o controle de Gordon Freeman. No entanto, ao contrário de outros jogos da série Half-Life, Codename: Gordon é definido em um mundo bidimensional. O jogo eletrônico de tiro sidescroller oferece ao jogador a possibilidade de controlar Gordon usando o teclado para o movimento, e o mouse para apontar e disparar armas.

## Produção e publicação
O desenvolvimento em Codename: Gordon começou em meados de 2003. O jogo começou como um projeto de fã de Paul "X-Tender" Kamma, responsável pela codificação de software, e Sönke "Warbeast" Seidel, responsável pelos gráficos do jogo. O jogo foi criado usando o Macromedia Flash, sendo a razão dessa escolha a familiaridade dos desenvolvedores com o software. A intenção inicial era criar um jogo de plataforma, e a ambientação só seria decidida, depois de observar vários anúncios de pré-lançamento do jogo eletrônico Half-Life 2 de Valve. Logo após a iniciação do projeto o jogo foi notado por Tim Bruns, co-fundador da Nuclearvision Entertainment, cuja empresa, em seguida, começou a trabalhar em Codename: Gordon juntamente com Kamma e Seidel.

## Recepção
O jogo recebeu grande atenção da comunidade, antes mesmo de seu lançamento para o público; como foi observado por Tim Bruns, diretor de arte da Nuclearvision Entertainment, o jogo atraiu mais de 600.000 jogadores nas três primeiras semanas de seu lançamento. Bruns declarou-se surpreendido com esse número, e disse que "a capacidade para chegar a este número de jogadores quase durante a noite é incrível".

## Remoção do Steam
O jogo foi retirado da Loja Steam devido a problemas com o banner do site embutido no jogo. Os desenvolvedores originais (devido a sua falência) permitiram que o domínio expirasse, e foi adquirido para uso publicitário. Isso levou ao site conter links para conteúdo pornográfico e vírus.
O jogo ainda pode ser obtido através do Steam através do obscuro método de introdução de steam://install/92 no campo de endereço no navegador de internet depois de ter instalado o cliente Steam.